# Střední vojenský okruh
Střední vojenský okruh (rusky Центральный военный округ) je jeden ze čtyř vojenských okruhů, na něž jsou územně rozděleny Ozbrojené síly Ruské federace. Okruh zahrnuje vojenské útvary, instituce a zařízení rozmístěná na Sibiři, v Povolží a na Urale. Střední vojenský okruh byl zformován na základě výnosu prezidenta Ruské federace č. 1144 ze dne 20. září 2010 v rámci vojenské reformy Ozbrojených sil Ruské federace na základě bývalého Povolžsko-Uralského vojenského okruhu a části bývalého Sibiřského vojenského okruhu. Vojska Středního vojenského okruhu jsou dislokována na území třech federálních okruhů (Povolžského, Uralského a na části Sibiřského federálního okruhu).

území Středního vojenského okruhu

V sestavě okruhu se nachází také 201. vojenská základna, která je umístěna v Tádžikistánu. Plocha, na které se rozkládá Střední vojenský okruh a jeho zóna odpovědnosti jej řadí mezi největší ze všech čtyř vojenských okruhů. 
Zóna odpovědnosti Středního vojenského okruhu má rozlohu 7,06 milionů kilometrů čtverečních (což činí 40 % rozlohy Ruské federace).

## Struktura

### Jednotky a útvary v přímé podřízenosti velení okruhu
- 1. mobilní brigáda radiační, chemické a biologické ochrany (Šichany)
- 59. samostatná brigáda velení (Verchňaja Pyšma)
- 179. spojovací brigáda "územní" (Jekatěrinburg)
- 201. vojenská základna (Dušanbe, Tádžikistán)
- 7. samostatná tanková brigáda (Čebarkul)
- 28. protiletadlová raketová brigáda (Čebarkul)
- 12. samostatná ženijní brigáda (Ufa)
- 29. samostatná brigáda radiační, chemické a biologické ochrany (Jekatěrinburg)
- 18. brigáda radioelektronického boje (Jekatěrinburg)
- 5. samostatná železniční brigáda (Abakan)
- 43. samostatná železniční brigáda (Jekatěrinburg)
- 48. samostatná železniční brigáda (Omsk)
- 473. okruhové výcvikové centrum přípravy mladších specialistů motostřeleckých vojsk (Porošino-Elanskij)

### 2. gardová vševojsková armáda (Samara)
- 21. samostatná motostřelecká brigáda (Tockoje)
- 15. samostatná motostřelecká brigáda (Roščinskij)
- 92. raketová brigáda (Tockoje)
- 385. gardová dělostřelecká brigáda (Tockoje)
- 581. oddíl dělostřeleckého průzkumu (Tockoje-2)
- 950. reaktivní dělostřelecký pluk (Tockoje-2)
- 7017. základna oprav a údržby výzbroje a techniky (Buzuluk)
- 297. protiletadlová raketová brigáda (Alkino)
- 91. brigáda velení(Roščinskij)
- 105. brigáda materiálně technického zabezpečení (Roščinskij)

### 41. vševojsková armáda (Novosibirsk)
- 32. samostatná motostřelecká brigáda (Šilovo)
- 35. samostatná gardová motostřelecká brigáda (Alejsk)
- 74.samostatná gardová motostřelecká divize(Jurga)
- 55. samostatná horská motostřelecká brigáda (Kyzyl)
- 103.základna oprav a údržby výzbroje a techniky(Šilovo)
- 104. základna oprav a údržby výzbroje a techniky(Alejsk)
- 187. základna oprav a údržby výzbroje a techniky (Nižněudinsk)
- 119. raketová brigáda (Jelanskij)
- 232. reaktivní dělostřelecká brigáda (Čebarkul)
- 120. gardová dělostřelecká brigáda (Jurga)
- 7019. základna oprav a údržby výzbroje a techniky(Čistyje Ključi)
- 61. protiletadlová raketová brigáda (Bijsk)
- 35. brigáda velení (Kočeněvo)
- 106.samostatná brigáda materiálně technického zabezpečení (Jurga)

### Vzdušně výsadková vojska
- 31. samostatná gardová výsadková úderná brigáda (Uljanovsk)
- 242. výcvikové centrum pro přípravu mladších specialistů vzdušně výsadkových vojsk (Omsk)

### Průzkumné a zpravodajské jednotky
- 3. samostatná gardová brigáda zvláštního určení (Toljatti)
- 24. samostatná brigáda zvláštního určení (Novosibirsk)
- 39. samostatná radiotechnická brigáda zvláštního určení (Orenburg)

### Vojenské vzdušné síly a protivzdušná obrana
- 14. armáda vojenských vzdušných sil a protivzdušné obrany (Jekatěrinburg)

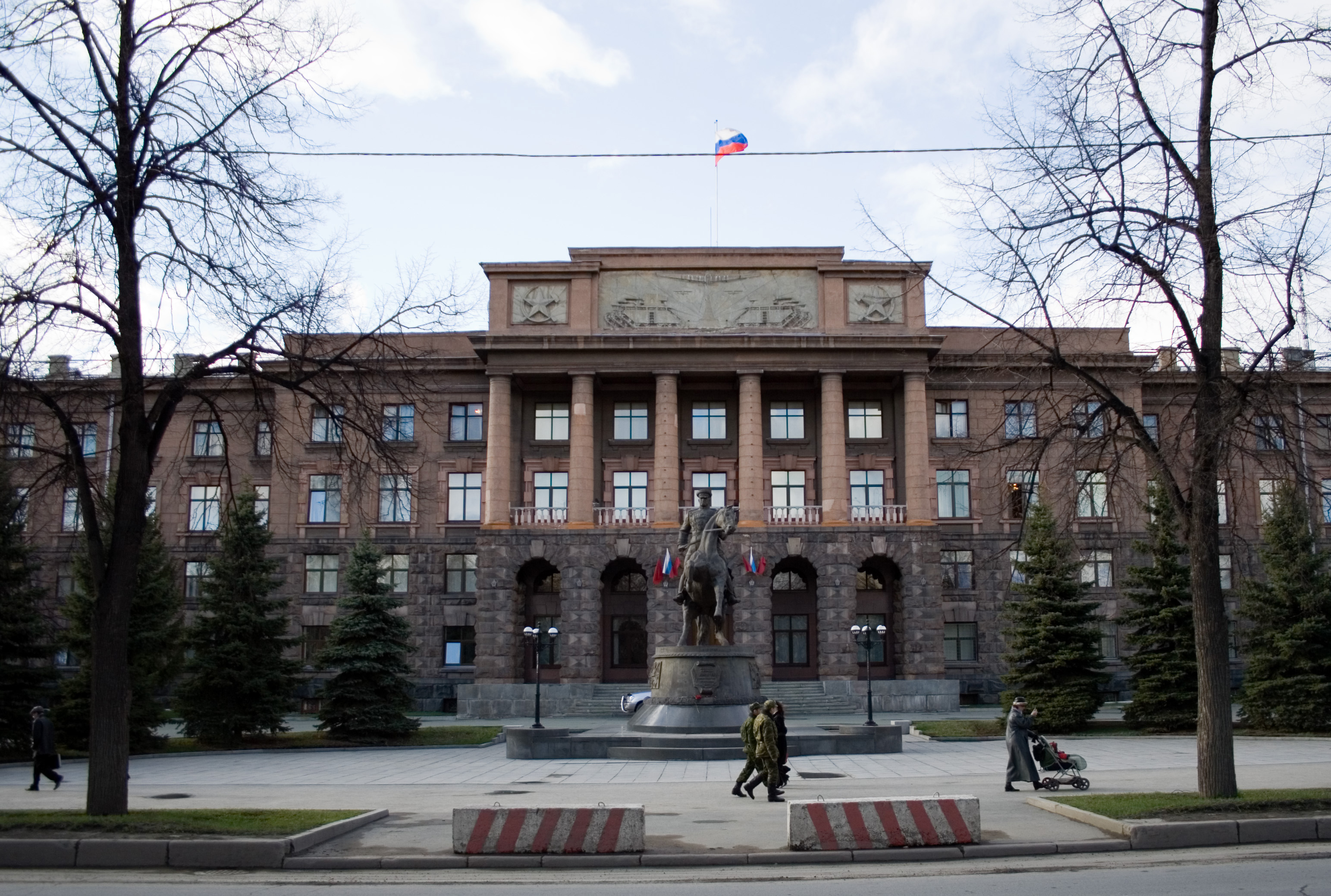
Velitelství Středního vojenského okruhu v Jekatěrinburgu

## Velení
- generálporučík V. V. Čirkin — od 9. července do 26. dubna 2012[2].
- generálporučík V. V. Gerasimov — od 26. dubna 2012 do 9. listopadu 2012[3].
- generálmajor A.V. Dvornikov — pověřený velitel od 9. listopadu do 24. prosince 2012
- generálplukovník N.V Bogdanovskij — od 24. prosince 2012 do 12. července 2014
- generálplukovník V.B. Zarudnickij — od 12. července 2014 do 22. listopad 2017
- generálporučík A. Lapin  — od 22. listopad 2017 do 22. říjen 2022
- generálmajor A. Linkov — od 22. říjen 2022 do 17. února 2023
- generálplukovník A. Mordvičev — od 17. února 2023